# Am Fischmarkt (Stralsund)

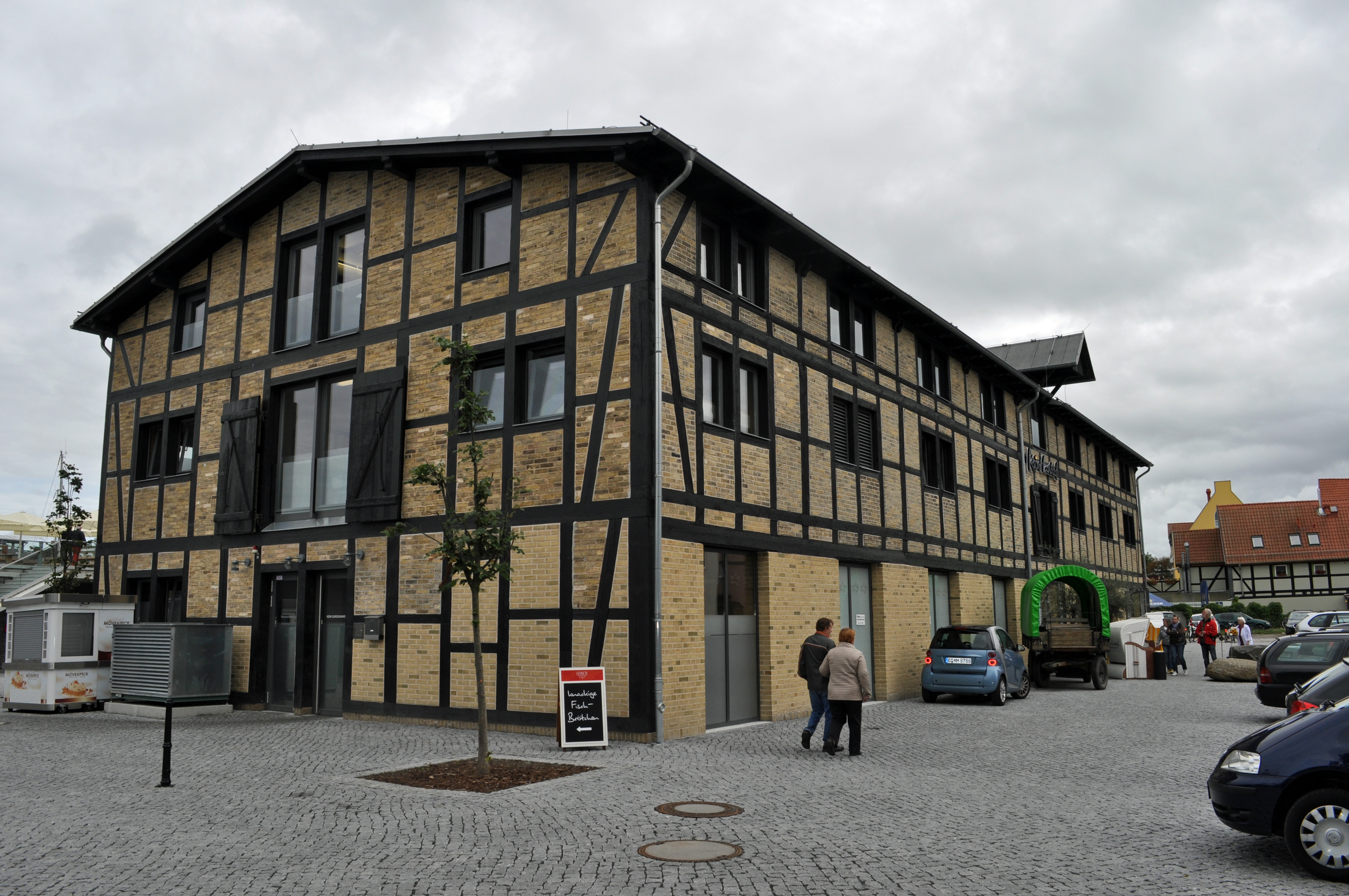
Am Fischmarkt in Stralsund (2012)

Die Straße Am Fischmarkt ist eine Stadtstraße im Stralsunder Stadtgebiet Altstadt. Sie verläuft entlang der Kanäle zwischen der Stadt und der künstlich angelegten Hafeninsel und verbindet die Fährstraße und die Seestraße mit der Langenstraße. Die Neue Semlower Straße, Badenstraße und Neue Badenstraße, Heilgeiststraße und die Straße Am Langenwall gehen von der Straße Am Fischmarkt ab. Die Straße gehört zum Kerngebiet des UNESCO-Welterbes mit dem Titel Historische Altstädte Stralsund und Wismar.
Die Straße Am Fischmarkt erhielt ihren Namen im Jahr 1938. Von 1869 an, als der Fischmarkt vom Alten Markt in den Bereich am Hafen verlegt worden war, hieß die Straße noch Hafenstraße, ausgenommen der Bereich zwischen Badenstraße und Heilgeiststraße (Stralsund), der den Namen Kirr trug.
Eines der Gebäude steht unter Denkmalschutz (siehe auch Liste der Baudenkmale in Stralsund), nämlich das Kronlastadie genannte Gebäude Am Fischmarkt 13 a.
Die Straße war ab Ende 1938 als Einbahnstraße ausgewiesen; in den 2010er Jahren wurde sie wieder in eine Straße mit Gegenverkehr umgewidmet.